# Рєпнін-Волконський Микола Григорович
Мико́ла Григо́рович Рєпні́н-Волко́нський  (1778 — 6 (18) січня 1845) — військовий і державний діяч Російської імперії. Генерал від кавалерії (1828), князь. Малоросійський генерал-губернатор з 1816 по 1834 рік.
Старший брат декабриста Сергія Волконського.

## Життєпис
Походив із роду чернігівських Рюриковичів. Син князя, генерала від кавалерії Григорія Семеновича Волконського і Олександри Рєпніною. Онук по матері фельдмаршала князя М. В. Рєпніна. Під керівництвом матері здобув ґрунтовну домашню освіту. Згодом навчався в Сухопутному шляхетському кадетському корпусі, по закінченні якого 9 жовтня 1792 року випущено прапорщиком у лейб-гвардії Ізмайловський полк 
Знаходився в армії розташованої в Польщі (1795-1796). Підпоручик (1 січня 1796), поручик (12 грудня 1796). Переведено у лейб-гвардії Гусарський полк (14 квітня 1797), стає флігель-ад'ютантом імператора Павла I (29 вересня 1797). Штабс-ротмістр (25 вересня 1798 року).
Брав участь волонтером в Голландській експедиції і ходив на англійській ескадрі (1799), за що зроблений у полковники (27 вересня 1800), за указом імператора Олександра I від 1 липня 1801 року йому дозволено було прийняти прізвище Рєпніна, щоби не припинився рід. Переведено до Кавалергардського полку командиром ескадрону (17 вересня 1802).
У 1805 році звитяжив у битві під Аустерліцем, де його було тяжко поранено, потрапив у полон. Наполеон I відправив його до Олександра I з пропозицією розпочати переговори. За Аустерліц 30 січня 1806 року нагороджено орденом Св. Георгія 4 ступеню. Згодом звільнено внаслідок хвороби з армії у званні генерал-майора. 
1809-1810 — посол у Вестфальському герцогстві. 1810 року призначено послом в Іспанії, але на шляху до Мадриду затримано імператором Наполеоном I. 1812 року повернувся до Росії. З початком франко-російської війни у 1812 році призначено командиром Дев'ятої (резервної) кавалерійської дивізії. Брав участь у битвих під Клястицями, Свільні, Полоцьком, Чашниками. Нагороджено 4 вересня 1812 орденом св. Георгія 3 ступеню. 
Під час війни шостої коаліції 1813 року брав участь у захопленні Берліну. 8 березня 1813 року стає генерал-ад'ютантом. Брав участь у битвах за Дрезден, під Кульмом і Лейпцигом. З 8.10 1813 до листопада 1814 — генерал-губернатор Саксонії з необмеженими повноваженями.
5 березня 1814 року отрмиав звання генерал-лейтенанта. 1816-1834 — малоросійський генерал-губернатор (Полтавська та Чернігівська губернії). Заснував кадетський корпус у Полтаві, а 1818 року — Полтавський інститут шляхетних дівчат. Ініціював відкриття у Полтаві кадетського корпусу. 1818 року за його фінансової участі було викуплено з кріпацтва актора Михайла Щепкіна. Сприяв гастроляв Полтавського вільного театру у Київ, Кременчуці та Харкові.
1821 року оскаржив спробу Міністерства фінансів заборонити українським козакам продавати свої спадкові землі. З 1822 року за схвалення імператора проводив політику переселення жидів з сіл до містечок.
1828 року підвищено до генерала від кавалерії. 1830-1831 — склав проєкт відновлення козацьких полків з метою залучення їх для придушення Польського повстання. Для цього домігся від імператора Миколи I скасування боргів та зменшення податків з козаків. Рєпнін-Волконський активно поширював серед козаків антипольські настрої, закликаючи записуватися до полків, щоб покарати «польських зрадників». У кожному повіті створювався комітет для формування полку, який очолював місцевий предводитель дворянства. До його складу входили повітовий суддя, городничий і стряпчий. Координацію повітових комітетів здійснював уже губернський комітет, очолюваний губернатором. В результаті за 6 тижнів вдалося сформувати 8 кавалерійських полків у 5 тис. козаків. Їх відправили до Мінська, але на той час повстання стало зазнавати невдач, тому українські полки не було залучено для його придушення. За цим 2 полки на прохання Міністерства фінансів було передано у відання митниць для посилення відомчої варти — з чотирьох сформовано два (з малоземельних і безземельних козаків). Брутально порушивши оголошені перед тим Рєпніним-Волконським умови добровільної мобілізації (при тому, що козаки озброювалися також за власний кошт), їх відправили на Кавказ. Частину з них відправляли до Тверської губернії. 
1830 року вжив заходи з впорядкування ярмаркової торгівлі. 1832 року домігся від імператора права для козаків на спадкове володіння й продаж землі серед свого стану, обмеження військової служби 15 роками. Але усім цим козаки не змогли скористатися, осільки державна політика посилювало безземелля. Тому генерал-губернатор неодноразово вдавався до переселень козаків, продовжуючи використовувати їх для військового захисту порубіжних кордонів імперії та колонізації цілинних земель півдня.
1834 року призначено членом Державної ради. Того ж року за його ініціативи Головну господарську контору для малоросійських козаків, яка стала відати їхніми справами. Відповідно до цього козаки зберігали станові привілеї щодо цивільного права, військові справи розглядав карний суд. Цікавився історією України, зокрема надавав допомогу Д.Бантиш-Каменському у написанні «Історії Малої Росії». Удавано співчував українському автономістському руху, підтримував зв'язки з його діячами, щоби тримати їх під контролем та не допустити об'єднання з польським рухом. 
Звинувачення у нецільовому використанні державних коштів Рєпніна-Волконського при відкритті Полтавського інституту шляхетних дівчат спричинили до його усунення Миколою І з посади генерал-губернатора та еміграції за кордон (в Італії та Швейцарії). Зрештою в якості компенсації у нього було віддібрало майже усі маєтки, окрім Яготина.
З 1836 року мешкав в Яготині. Був близько знайомий з Тарасом Шевченком, який у 1843 — на початку 1844 жив у його яготинському маєтку. Т.Шевченко виконав дві копії портрета Рєпніна роботи швейцарського художника Й.Горнунга (п. 1870).
Похований у Густинському Свято-Троїцькому монастирі.
Його донька княжна Варвара Рєпніна була близьким другом Т.Шевченка.

## Родина
Був одружений із Варварою Розумовською — онучкою останнього гетьмана Війська Запорозького Кирила Розумовського за лінією його сина Олексія. У шлюбі народилося семеро дітей:
- Олексій (пом. 13 грудня 1812);
- Олександра (1805—1836), дружина графа Олександра Кушелєва-Безбородька;
- Василь (1806—1880), навчався в Пажеському корпусі, працював у Міністерстві закордонних справ, з 1843 року — колезький асесор. Одружений із фрейліною Єлизаветою Балабіною, з якою мав чотирьох дітей: Миколу (1834—1918), Петра (1836—1856), Василя (1839-?) та Варвару (1841—1922);
- Варвара (1808—1891), була закохана в українського письменника та художника Тараса Шевченка;
- Софія (12 травня — 30 вересня 1811);
- Григорій (20 червня — 4 серпня 1812);
- Єлизавета (1817—1855), одружена з дипломатом Павлом Кривцовим.